# Slaughterhouse
Slaughterhouse – hip-hopowa supergrupa, w której skład wchodzą Crooked I, Joe Budden, Joell Ortiz i Royce da 5'9". Została ona utworzona w 2008 roku, kiedy to Crooked I, Joell Ortiz i Royce da 5'9" wzięli gościnny udział w utworze „Slaughterhouse” na albumie Joe Buddena „Halfway House”. 11 sierpnia 2009 wydali swój pierwszy długogrający album w wytwórni E1 Music. Ich debiutancki album w pierwszym tygodniu sprzedaży zakupiło 18 000 osób. 5 września 2009 roku mówiono już o 31 000 sprzedanych kopii. Royce da 5'9" w wywiadzie przeprowadzonym dla MTV News we wrześniu 2009 roku poinformował, że trwają rozmowy w sprawie zakontraktowania w wytwórni Eminema – Shady Records. W lutym 2011 roku Slaughterhouse wraz z raperem Yelawolfem podpisali kontrakt z wytwórnią Shady Records

## 2008: Start
Grupa została utworzona w 2008 roku, kiedy to Crooked I, Joell Ortiz i Royce da 5'9" wzięli gościnny udział w utworze „Slaughterhouse” na albumie Joe Buddena. Postanowili założyć grupę i nazwać ją po tej właśnie piosence. Każdego z członów supergrupy łączy pewna kontrowersja co do ich przeszłości w przemyśle muzycznym, swoje przemyślenia co do tego przelali na piosenkę „Move On” która miała informować wszystkich dziennikarzy o tym że ich przeszłość jest już za nimi i pytania dotyczące tych zdarzeń są nieistotne.

## 2009–2010: Debiutancki album
Ich debiutancki album nazwany Slaughterhouse został wypuszczony 11 sierpnia 2009 przez E1 Music. Album podobno został zarejestrowany w sześć dni na początku czerwca. Produkcją zajęli się Focus, Alchemist, DJ Khalil, StreetRunner i Mr. Porter D12. 18 sierpnia 2009 roku, pierwszy uliczny singiel (poza albumem) został wypuszczony poprzez Twitter Joe Budden’a.Track nosił nazwę „Woodstock (Hood Hop)”. Pierwszy oficjalny singiel albumu to „The One”.
Ich debiutancki album sprzedał się w liczbie 18 000 kopii w pierwszym tygodniu. (Tylko 20 000 kopii zostało wysłane do sklepów). Począwszy od 5 września 2009 album sprzedał 31 000 kopii.
Grupa początkowo zaplanowała drugi albumu wypuścić w 2010, wstępnie nazwanym przez Crooked I jako No Muzzle. Jednak pod koniec 2009, Royce da 5'9" potwierdził rozmowy między grupą i Shady Records, stwierdzając, że ich album powinien być dopracowany i wypuszczony w Shady Records, co opóźniło premierę płyty.

## 2011–teraz: Shady Records i Welcome to: Our House
Podczas nieustających doniesień medialnych dotyczących wstąpienia Slaughterhouse do Shady Records, Joe Budden, Joel Ortiz i Royce da 5'9" wystąpili na płycie Eminema w tracku ‘Session One’. Grupa zaprezentowała się także na tracku ‘Loud Noises’ z płyty Hell: The Sequel, powstałej ze współpracy Royce’a i Eminema.
Plany wypuszczenia EP zostały ujawnione przez HipHopDX w czerwcu 2010, wstępnie zatytułowany Slaughterhouse EP. Ostatecznie płyta została wypuszczona 8 lutego 2011 roku. Zawierała cztery nowe tracki i dwa remixy stworzone przez DJ Frequency z poprzednio wypuszczonych tracków.
12 stycznia 2011 roku oficjalnie potwierdzono wstąpienie do Shady Records supergrupy Slaughterhouse wraz z Yelawolf’em.
7 lipca 2012 roku Royce w wywiadzie z Jenny Boom Boom zapowiedział, że grupa wypuści pre-album mixtape na początku sierpnia. Nowy singiel „Throw It Away” miał zapowiadać nowy album „Welcome to: Our House”. Joe Budden na Twitterze zapowiedział, że grupa najpierw wyda mixtape o nazwie „On The House”. 6 sierpnia 2012 wypuszczony został teledysk do piosenki „See Dead People”. 16 sierpnia 2012 roku Slaughterhouse wypuścili nowy utwór o nazwie „Truth or Truth”. Mixtape „On The House” został wypuszczony 19 sierpnia 2012 roku.
28 sierpnia 2012 roku Slaughterhouse wypuścili swój drugi studyjny album „Welcome to: Our House”, ich pierwszy album wypuszczony pod szyldem Shady Records. Do 23 listopada sprzedano 146 000 kopii w Stanach Zjednoczonych. W maju 2013 grupa potwierdziła zaprzestanie pracy nad swoimi solowymi albumami i rozpoczęciem pracy nad ich trzecim albumem studyjnym.

## Dyskografia

### Albumy
- Slaughterhouse (2009)
- Welcome to: Our House (2012)

### Minialbumy
- Slaughterhouse EP (2011)
- House Rules Mixtape (2014)

### Pojedyncze utwory
- Slaughterhouse feat. Nino Bless
- Onslaught
- Move On (remix)
- Fight Klub
- Wack MCs
- Money on the Floor (remix) feat. Corte
- Woodstock Hood Hop feat. M.O.P.
- The Warriors
- We Outta Here
- On My Grind” feat. Joey 61

### Teledyski
- Move On
- The One
- Microphone
- Hammer Dance
- My Life
- Throw It Away
- Goodbye
- Ya’ll Ready Know